# Sciadotenia pachnococca
Sciadotenia pachnococca är en tvåhjärtbladig växtart som beskrevs av Krukoff och Barneby. Sciadotenia pachnococca ingår i släktet Sciadotenia och familjen Menispermaceae. Inga underarter finns listade i Catalogue of Life.